# Thorshammer (film)
|  | Denne artikel er oprettet af botten Steenthbot ud fra en ekstern database. Den kan derfor have sproglige fejl eller mangler. Denne skabelon kan fjernes efter kontrol af indholdet. |

Thorshammer er en dansk kortfilm fra 2010 instrueret af Fenar Ahmad efter eget manuskript.

## Handling
Teenageren Thor og hans venner beslutter sig for at stjæle sprut fra deres fordrukne nabo inden en privatfest. Uheldigvis er naboen hjemme og overfalder Thors bedste ven. For at redde ham kaster Thor sig ind i kampen og kommer ved et tilfælde til at dræbe naboen. Thor må nu se livet i øjnene med et mord på samvittigheden.

## Medvirkende
- Sebastian Saxton
- Trine Dyrholm
- Lærke Winther
- Mads Riisom
- Rasmus Botoft